# Najwa Karam
Najwa Karam ar. نجوى كرم (ur. 26 lutego 1966 w Zahla) – libańska piosenkarka, laureatka wielu nagród.
Najwa jest również najbardziej dochodową artystką wytwórni muzycznej Rotana. W 1989 roku ukazał się pierwszy album artystki, wydany przez wytwórnię Relax-In International. Jurorka Arabskiego Mam Talent.

## Dyskografia
- Ya Habayeb (1989)
- Shams el-Ghinnieh (1992)
- Ana Ma'akon (1993)
- Naghmet Hob (1994)
- Ma Bassmahlak (1995)
- Hazi Helo (1996)
- Ma Hada La Hada (1997)
- Maghroumeh (1998)
- Rouh Rouhi (1999)
- Oyoun Qalbi (2000)
- Nedmaneh (2001)
- Tahamouni (2002)
- Saharni (2003)
- Shu Mghairai..! (2004)
- Kibir’el Hob (2005)
- Hayda Haki (2007)
- Am Bemzah Ma'ak (2008)
- Khallini Shoufak (2009)
- Hal Leile... Ma Fi Nom (2011)
- Menni Elak (2017)